# غوسينوزيرسك
غوسينوزيرسك (بالروسية: Гусиноозерск) هي إحدى مدن روسيا في الكيان الفدرالي الروسي بورياتيا.